# Princesse Muneko
La princesse Muneko (統子内親王), née le 3 août 1126, décédée le 2 septembre 1189, est une princesse (chūgū) et impératrice du Japon.

## Source de la traduction
- (en) Cet article est partiellement ou en totalité issu de l’article de Wikipédia en anglais intitulé « Princess Muneko » (voir la liste des auteurs).